# Заболотье (Буда-Кошелёвский район)
Заболотье (бел. Забалоцце) — деревня в Широковском сельсовете Буда-Кошелёвского района Гомельской области Белоруссии.

## География

### Расположение
В 22 км на северо-восток от районного центра и железнодорожной станции Буда-Кошелёвская (на линии Жлобин — Гомель), 48 км от Гомеля.

### Гидрография
На севере берёт начало река Прудовка (приток река Липа). На юге и западе мелиоративные каналы.

## Транспортная сеть
Автомобильная дорога Чечерск — Буда-Кошелёво и шоссе Довск — Гомель.
Планировка состоит из прямолинейной, почти широтной улицы, к которой с юго-востока под острым углом присоединяется короткая улица. На западе главная улица образует конфигурацию, близкую к квадрату. Жилые дома деревянные, усадебного типа.

## История
Обнаруженный археологами курганный могильник (30 насыпей, в 4,5 км от деревни, около поворота дороги на Буда-Кошелёво) свидетельствует о заселении этих мест с давних времён. По письменным источникам известна с конца XVIII века как селение в Речицком повете Минского воеводства Великого княжества Литовского.
После 1-го раздела Речи Посполитой (1772 год) в составе Российской империи, в Кошелёвской волости Рогачёвского уезда Могилёвской губернии. В 1799 году 48 хозяйств, из которых 20 занимались пчеловодством, во владении Дария-Деноловичей. С 1826 года работала винокурня. Строительство шоссе Довск — Гомель в 1850 году дало импульс для развития деревни, расширила её транспортные возможности. Хозяин рядом расположенного фольварка владел в 1862 году 4234 десятинами земли, трактиром и сукновальней. Упоминается в «Географо-статистическом словаре Российской империи» (1863 год) как значительный населённый пункт. Имелась Покровская церковь. В 1877 году полковник Храповицкий имел в деревне 3606 десятин земли и 2 трактира. По переписи 1897 года находились: школа грамоты, хлебозапасный магазин, 3 ветряные мельницы. В 1909 году — 618 десятин земли, в фольварке — 6410 десятин земли. В том же году открыта школа, которая разместилась в наёмном крестьянском доме, а в начале 1920-х годов для неё было выделенное национализированное здание.
С 20 августа 1924 года до 16 июля 1954 года и с 18 января 1965 года центр Заболотского сельсовета Буда-Кошелёвского района Бобруйского, с 27 октября 1927 года Гомельского (до 26 июля 1930 года) округа, с 20 февраля 1938 года Гомельской области.
В 1930 году организован колхоз «Селькор», работали торфоразработочная артель и кузница. Во время Великой Отечественной войны оккупанты сожгли 9 дворов и убили 18 жителей. На фронтах и в партизанской борьбе погибли 73 жителя. В память о погибших в 1956 году в центре деревни установлена скульптурная группа. Освобождена 28 ноября 1943 года. В 1959 году центр колхоза «Искра». Размещались мельница, лесопилка, средняя школа, клуб, библиотека, детский сад, фельдшерско-акушерский пункт, отделение связи, магазин.
В состав Заболотского сельсовета входили до 1939 года хутор Дрозды, посёлок Красница, до 1976 года посёлок Новая Хорошевка, до 1997 года посёлок Пахарь, Восток, Длинный, Курган — все они в настоящее время не существуют.
До 24 октября 2002 года центр Заболотского сельсовета.

## Население

### Численность
- 2018 год — 17 жителей.

### Динамика
- 1799 год — 48 хозяйств.
- 1897 год — 104 двора, 617 жителей (согласно переписи); в фольварке 30 жителей.
- 1909 год — 665 жителей; в фольварке 36 жителей.
- 1925 год — 136 дворов.
- 1940 год — 747 жителей.
- 1959 год — 821 житель (согласно переписи).
- 2004 год — 80 хозяйств, 191 житель.

## Достопримечательность
- Курганный могильник периода Средневековья (X–XIII вв.) —  Историко-культурная ценность Республики Беларусь, шифр 313В000874
- Памятник землякам, погибшим в период Великой Отечественной войны

## Известные уроженцы
- Кравцов, Ольгерд Тихонович — Герой Советского Союза.
- Ковалёв, Пётр Куприянович — Герой Социалистического Труда, заслуженный машиностроитель БССР, депутат Верховного Совета СССР 9-го созыва.